# Kulnik nagołodygowy
Kulnik nagołodygowy (Globularia nudicaulis L.) – gatunek roślin należący w systemie APG III do rodziny babkowatych (Plantaginaceae).

## Morfologia
PokrójBylina o wzniesionych pędach. Wysokość do 15 cm.
KwiatyRurkowate, niebieskie, drobne, zebrane w gęste kwiatostany.

## Zastosowanie
Nadaje się na rabaty lub do ogrodu skalnego. Wymaga stanowiska słonecznego lub półcienistego i żyznej, przepuszczalnej gleby. Rozmnaża się przez nasiona lub podział rozrośniętych kęp. W Polsce nie jest w pełni mrozoodporna i wymaga dobrego okrycia na zimę.

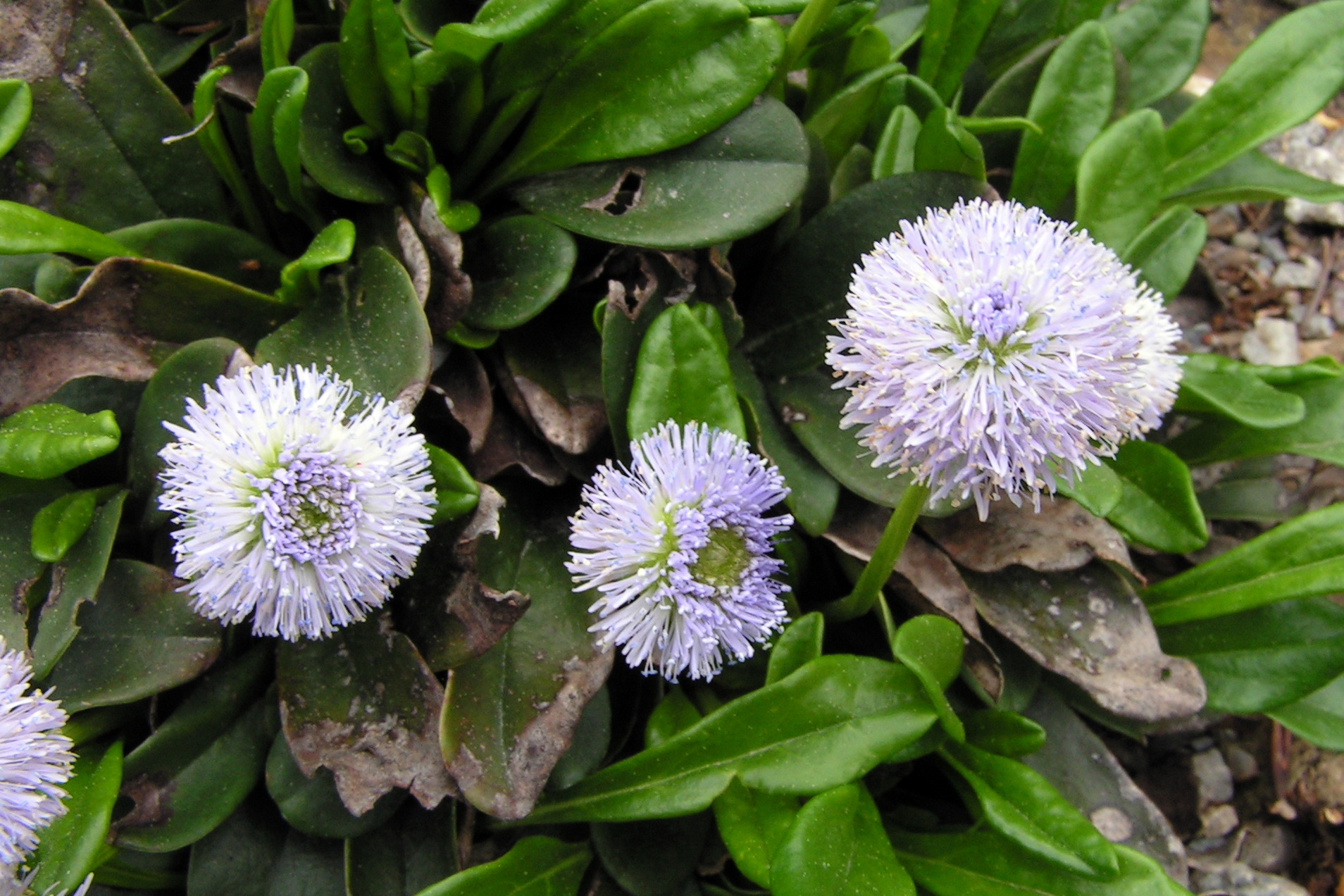
Kwiaty